# Форт-Смит (Северо-Западные территории)
Форт-Смит (англ. Fort-Smith; чипевайан Thebacha — «у порогов») — город в юго-восточной части Северо-Западных территорий Канады, на берегу реки Невольничьей и неподалёку от границы Северо-Западных территорий и Альберты. входит в Южно-Невольничий регион. Бывшая столица Северо-Западных территорий (1911—1967), фактически исполнял столичные функции и после этой даты.

## История
До прибытия европейцев основное население долины Невольничьей (и района нынешнего Форт-Смита) составлял народ кри. Однако после 1870 года этнический состав этого района стал меняться: кри постепенно вытеснили мигрировавшие с севера слэйви и чипевайан; представители последнего живут в этих местах и поныне.
Первым европейским торговцем, посетившим эти места, был Питер Понд из Северо-Западной компании. Он торговал на Невольничьей реке в 1780-х годах.
В 1872 году Компания Гудзонова залива построила на самом южном участке порогов Невольничьей форпост под названием «Смитс-Лендинг» (ныне Фицджеральд, провинция Альберта) . В 1874 году на самом северном пороге был построен ещё один форпост — Форт-Смит. Оба форпоста получили свои имена в честь британского и канадского предпринимателя, политика, дипломата и филантропа Дональда Смита, барона Страткона и Маунт-Ройал. Форт-Смит стал жизненно важным связующим звеном для водного сообщения между южной Канадой и западной Арктикой. Канадские торговцы пушниной использовали маршрут из Форт-Смита в Смитс-Лендинг, проложенный за века до этого коренными народами, который позволил обойти четыре системы труднопроходимых порогов (Кассетные пороги, Пороги пеликана, Горные пороги и Пороги утопленников).
К 1876 году в Форт-Смит была перенесена римско-католическая миссия. К этому времени форпост уже был процветающим поселением.
В 1886 году компания Гудзонова залива спустила на воду пароходное судно SS Wrigley, который совершал рейсы из Форт-Смита к реке Маккензи. За четыре года до этого начал работу пароход SS Grahame, который курсировал между фортом Мак-Муррей и Смитс-Лендингом, по пути останавливаясь в Порт-Смите.
Начавшаяся в 1898 году золотая лихорадка на Юконе способствовала росту благосостояния города, так как многие золотоискатели ехали на Юкон через Форт-Смит. В 1908 году появился ещё один пароход, SS Mackenzie River (см. Суда водораздела реки Маккензи)
В 1911 году Форт-Смит стал административным центром Северо-Западных территорий. В город из Оттавы были отправлены индейский агент (представитель правительства, занимавшийся вопросами коренных народов) и врач, а Северо-Западная конная полиция создала в городе свой отряд. Благодаря этому Форт-Смит стал не только транспортным, но и административным центром западноарктических территорий Канады.
В католической миссии была открыта лесопилка, которая поставляла пиломатериалы для открытия первой в городе больницы — Больницы святой Анны (1914), созданной Серыми монахинями, а также для постройки первой в городе школы (1915). Также миссия создала ферму святого Бруно, обеспечивавшую продуктами, мясом и молоком все католические миссии в канадской Арктике. Ферма работала до 1920-х годов, после чего была закрыта.
В 1919 году в городе появились первые тракторы, когда Alberta & Arctic Transportation Company, дочерняя компания Lamson & Hubbard Trading Company, ввела в эксплуатацию два трактора в 75 лошадиных сил (55 кВт) на Невольничьей реке для перевозки коммерческих грузов с одной стороны порогов на другую.
В 1920 году в Форт-Смите по указанию федерального правительства было построено административное здание, а также здание суда, ставшего первым судом в округе Маккензи. В июне 1921 года отделение в Форт-Смите открыл Royal Bank of Canada; форт-смитский офис стал первым офисом банка на Северо-Западных территориях
В 1920 году компания Lamson & Hubbard Trading Company ввела в строй корабль SS Distributor, предназначенный для обслуживания своих торговых постов вдоль реки Маккензи и позже перешедший к Компании Гудзонова залива.
В 1922 году был создан Национальный парк Вуд-Баффало, его управление разместилось в Форт-Смите.
В 1924 году Форт-Смит стал первым пунктом Радиосистемы Северо-Западных территорий и Юкона, созданной Королевским канадским сигнальным корпусом. В 1928 году в городе был построен аэропорт.
К 1930-м годам основой экономики Форт-Смита было строительство судов и барж: Компания Гудзонова залива и Northern Transportation Company создали в городе свои верфи.
Открытие золота в Йеллоунайфе в 1938 году стало экономическим стимулом для Форт-Смита, поскольку многие золотоискатели направлялись в Йеллоунайф через него. В том же году в городе было построено здание англиканской миссии, а в 1939 году — англиканская церковь.
В 1942—1943 годах в Форт-Смите, где тогда проживало 250 человек, разместился контингент из 2000 солдат Армии США, которые направлялись в Норман-Уэлс для строительства трубопровода «Кэнол» и одноимённой трассы. Эти солдаты построили дорогу из Форт-Смита в Хей-Ривер.
Благодаря золотой лихорадке за десять лет после 1945 года население Форт-Смита выросло в пять раз. Это существенно увеличило его роль как административного центра и транспортного узла района реки Маккензи.
В 1964 году Форт-Смит получил официальный статус деревни. А два года спустя, 1 октября 1966 года, ему был присвоен и статус города. К этому времени в городе проживало 2130 человек. В том же 1966 году была завершена дорога до Хей-Ривер, окончательно связавшая Форт-Смит с югом Канады. После этого, однако, роль Форт-Смита как морского транспортного узла резко упала (основная часть грузов стала перевозиться по дороге, а не по рекам), и в 1968 году судоходство по Невольничьей прекратилось.
В 1967 году столица Северо-Западных территорий была перенесена в Йеллоунайф, но основные органы власти СЗТ ещё долго оставались в Форт-Смите, так как в новой столице не было необходимой инфраструктуры.
В пятницу, 9 августа 1968 года, в Форт-Смите произошёл оползень, причинивший значительный ущерб городу и убивший одного человека. Последствия оползня были ликвидированы, а берега Невольничьей укреплены, чтобы не допустить такого в дальнейшемм.
В 1970 году в городе был открыт Центр профессионального обучения взрослых. В 1981 году он был преобразован в Тебачский колледж, несколько лет спустя переименованный правительством Северо-Западных территорий в Арктический колледж. Наконец, в 1995 году колледж изменил свое название на Аврорский колледж, дабы его не путали с возникшим тогда же Арктическим колледжем Нунавута.
Основу экономики современного Форт-Смита составляют сектор государственного и муниципального управления, образование и туризм. В 2008 году был некоторый интерес к восстановлению роли города как транспортного узла, чтобы транспортировать нефть из месторождения Атабаска.

## География
Форт-Смит расположен на расстоянии около 300 километров (190 миль) к юго-востоку от Йеллоунайфа, столицы Северо-Западных территорий. В нём находится управление национального парка Вуд-Баффало, а также кампус (самый большой в СЗТ) и штаб-квартира Аврорского колледжа. Форт Смит входит в состав Южноневольничьего региона и переписной единицы) Регион 5, ранее входил в переписную единицу Регион Форт-Смит.
До Форт-Смита можно ежегодно добраться по одноимённой трассе. Зимой действует дорога, соединяющая Форт-Смит, Форт-Чипевайан, и Форт Мак-Мюррей. Дорога Пайн-Лейк связывает Форт-Смит и Фицджеральд.
Форт Смит имеет сухой континентальный субарктический климат с очень длинными зимами в сочетании с тёплым, но относительно коротким летом.
Самая высокая температура, когда-либо зарегистрированная в Форт-Смит, составила 39.4 °C (102,9 °F) и была зарегистрирована 18 июля 1941 года.. Самая низкая температура, когда-либо зарегистрированная в города, была −57,2 °C (−71,0 °F), 26 декабря 1917 года.. Это соответственно самые высокая и самая низкая температура, когда-либо зарегистрированные в Северо-Западных территориях.

## Демография
В ходе переписи населения 2016 года Статистическое управление Канады сообщило, что население города Форт-Смит составляет 2542 человека, проживающих в 957 из 1088 жилищ, что на 1,8 % меньше, чем в 2011 году, когда население составляло 2496 человек. С земельным участком 92,79 квадратного километра (36 кв. миль) , плотность населения составляла 27,395 чел / км 2 (70,953 чел / кв. миль) в 2016 году.
Согласно переписи населения 2016 года, большинство жителей Форт-Смита (1 645 человек) были коренными народами, из которых 920 были коренными народами, 585 были метисами и 135 инуитами . Основными языками являются английский, Chipewyan (дене), Cree, догриб (тличо), Slavey-Hare, Инуиннактун (Инувиалуктун) и Inuktitut . В 2017 году правительство Северо-Западных территорий подсчитало, что население составляло 2562 человека по сравнению с 2,506 в 2007 году, что привело к среднегодовым темпам роста на уровне 0,2 % в период между 2007 и 2017 годами.

## Достопримечательности
Форт Смит является домом Северного музея жизни и домом корабля-музея Радия Кинга
Каждый год в Форт-Смите проходит фестиваль дружбы южных рабов, фестиваль музыки и искусства, обычно в августе. Музыканты и художники со всех Северо-Западных территорий и многих других далёких мест приезжают, чтобы пообщаться с другими артистами и показать свои таланты публике.
Многие туристы приезжают посмотреть на Slave River мирового класса, и многие каякеры пробуют её пороги.
Fort Smith Mission Park — популярная туристическая достопримечательность с историческими зданиями и гротом из католической миссии Oblate .
В летние месяцы пеликаны можно увидеть гнездящимися на различных порогах близ Форт-Смита. Летом журавли, находящиеся под угрозой исчезновения, также гнездятся в этом районе и могут быть просмотрены с помощью воздушных чартеров, так как доступ к земле запрещен.

## Правительство
Местное самоуправление состоит из Совета города Форт-Смит с 9 членами (7 членов совета, заместитель мэра и мэр) Мэр работает неполный рабочий день, и совет избирается каждые три года. С 2018 года нынешний мэр Форт-Смита — Линн Нейпир-Бакли.
Форт Смит представлен Первой нацией Солт-Ривер № 195 и является частью правительства территории Акаитчо . По состоянию на июнь 2012 года первая нация Солт-Ривер предоставила правительству территории Акаитчо обязательное шестимесячное уведомление о том, что они отделятся от организации.
Северо-Западная территория метисов находится в Форте Смит. В 1996 году было подписано рамочное соглашение с правительством Северо-Западных территорий и правительством Канады о начале переговоров по земле, ресурсам и самоуправлению.

## Образование
В Форт-Смите есть ряд учебных заведений, в том числе начальная школа Джозефа Берра Тиррелла, средняя школа им. Пола Уильяма Кейзера и кампус Тебача в колледже Авроры. Кроме того, главный офис Южного Ведомого Совета по Образованию расположен в городе.

## Известные жители
Форт-Смит является местом рождения Марка Карни, управляющего Банком Англии и бывшего управляющего Банком Канады .